# Camera ẩn dưới màn hình
Camera ẩn dưới màn hình (CUD camera under display, UPC Under Panel Camera hoặc CUS camera under screen) là công nghệ giấu camera phía dưới màn hình nhằm đảm bảo thiết bị điện tử có màn hình hiển thị đầy đủ mà không bị mất đi diện tích cho mục đích chụp ảnh. 

## Các thiết bị sử dụng
- Vsmart Aris Pro[1]
- ZTE Axon 20 5G[2] & ZTE Axon 30 5G
- Rakuten BIG [3]
- Samsung Galaxy Z Fold 3 5G Under-display
- Xiaomi Mi Mix 4
- Oppo Under-Screen Camera
- Vivo Apex 2020
- Realme under-display camera phone